# Reprezentacja Dominikany w baseballu kobiet
Reprezentacja Wenezueli w baseballu kobiet należy do Federación Venezolana de Béisbol, która jest członkiem Confederación Panamericana de Béisbol. W rankingu IBAF zajmuje 13. miejsce.
Dominikańska żeńska reprezentacja przystąpiła w 2009 roku do mistrzostw panamerykańskich, rozgrywanych w Wenezueli, na których zajęła ostatnie 4. miejsce. Nie brała udziału w mistrzostwach świata.